# Karosa NO 80
Karosa NO 80 je model autobusového návěsu, který v jediném kusu vyrobila na začátku 60. let 20. století Karosa Vysoké Mýto.

## Konstrukce

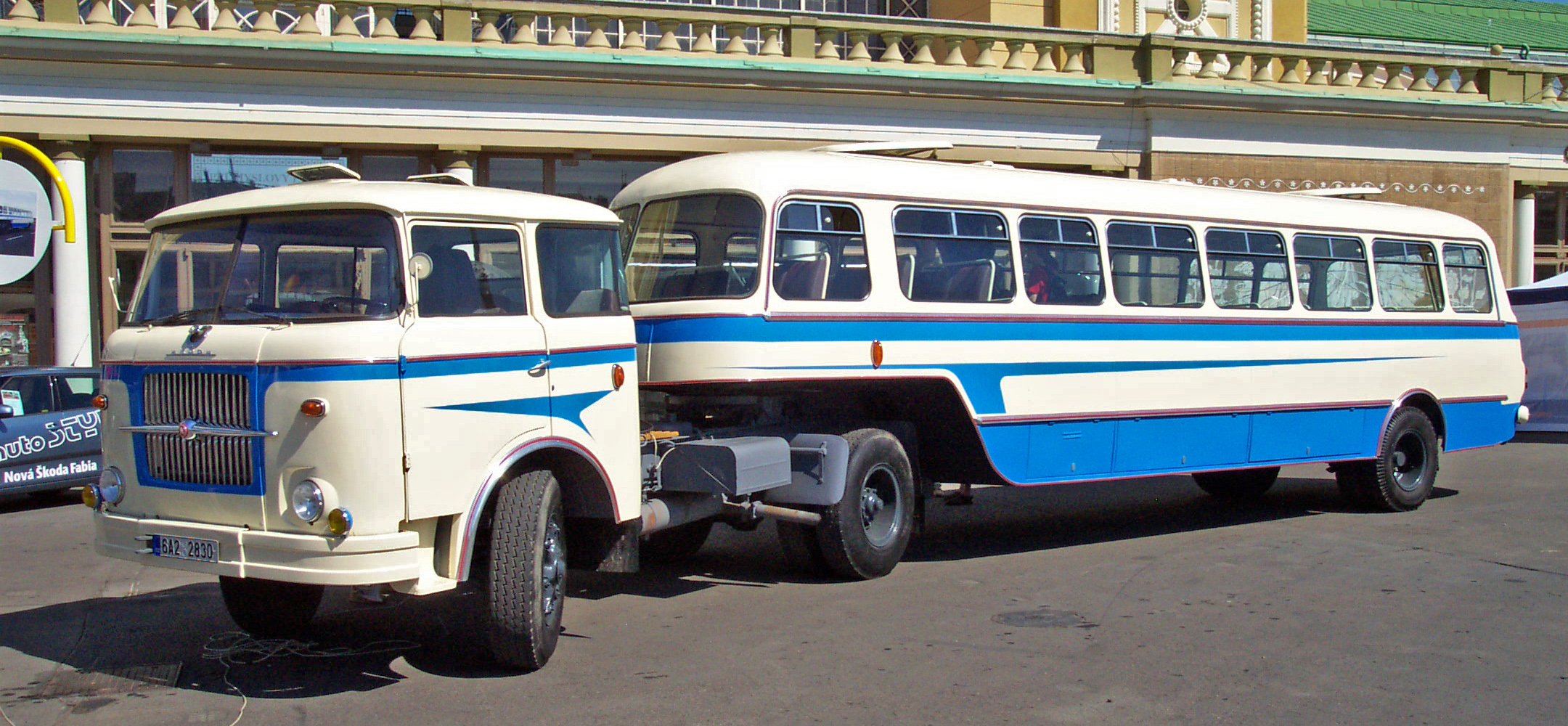
Historická souprava tahače Škoda 706 RTTN s návěsem Karosa NO 80

Návěs NO 80 je založený na konstrukci autobusu Škoda 706 RTO. Jedná se o jednonápravové vozidlo, které bylo zapřaženo za klasickým nákladním tahačem. NO 80 má celokovovou polosamonosnou karoserii, která byla zvnějšku oplechována, v interiéru obložena umakartem. Čalouněné sedačky s potahy z umělé kůže byly rozmístěny příčně 2+2 se střední uličkou. Vstup do vozu zajišťovaly jedny mechanické, tzv. bouchací dveře, které byly umístěny v pravé bočnici v přední části návěsu. Vůz byl vybaven naftovým topením.

## Výroba a provoz

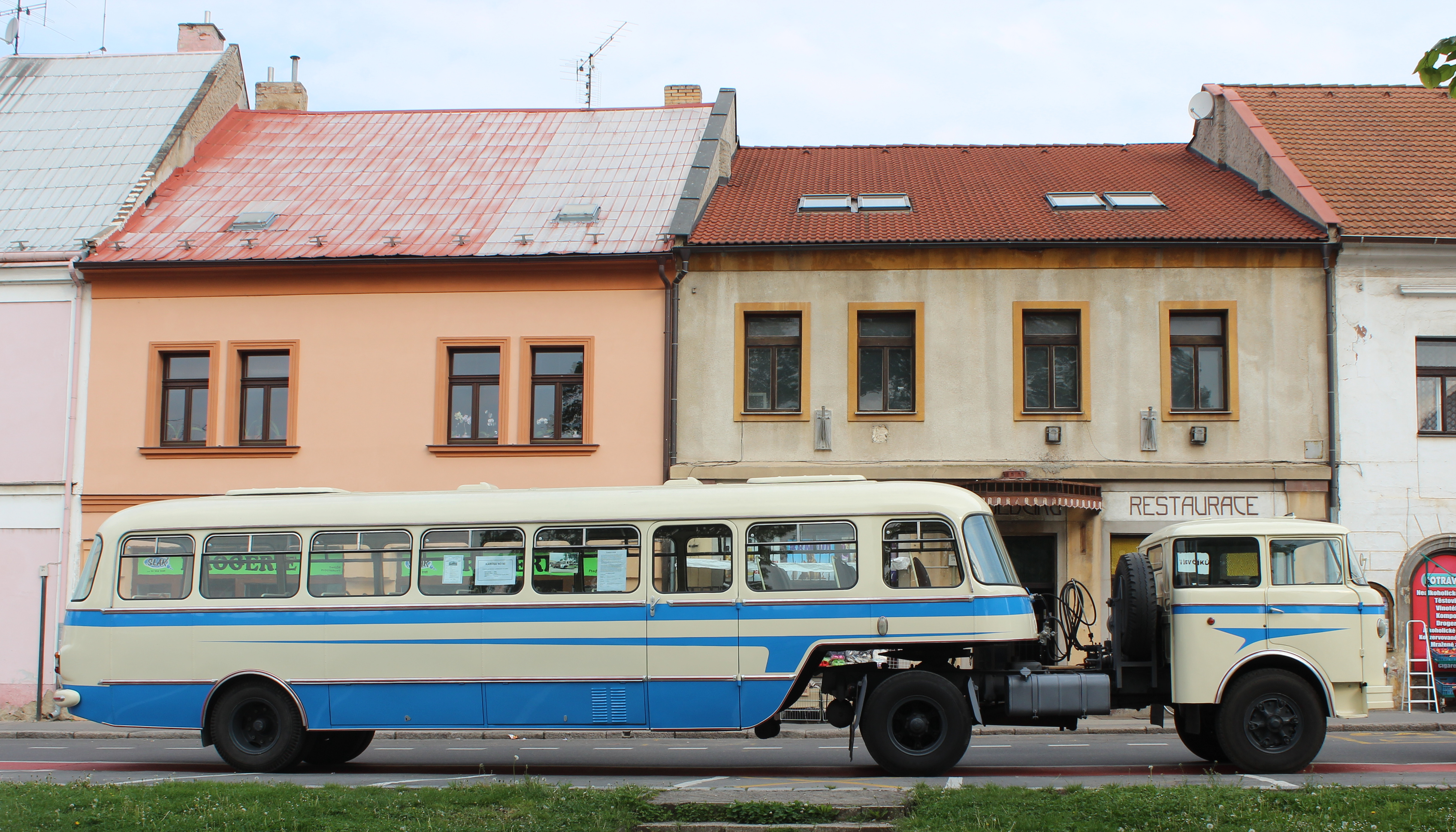
Boční pohled na soupravu

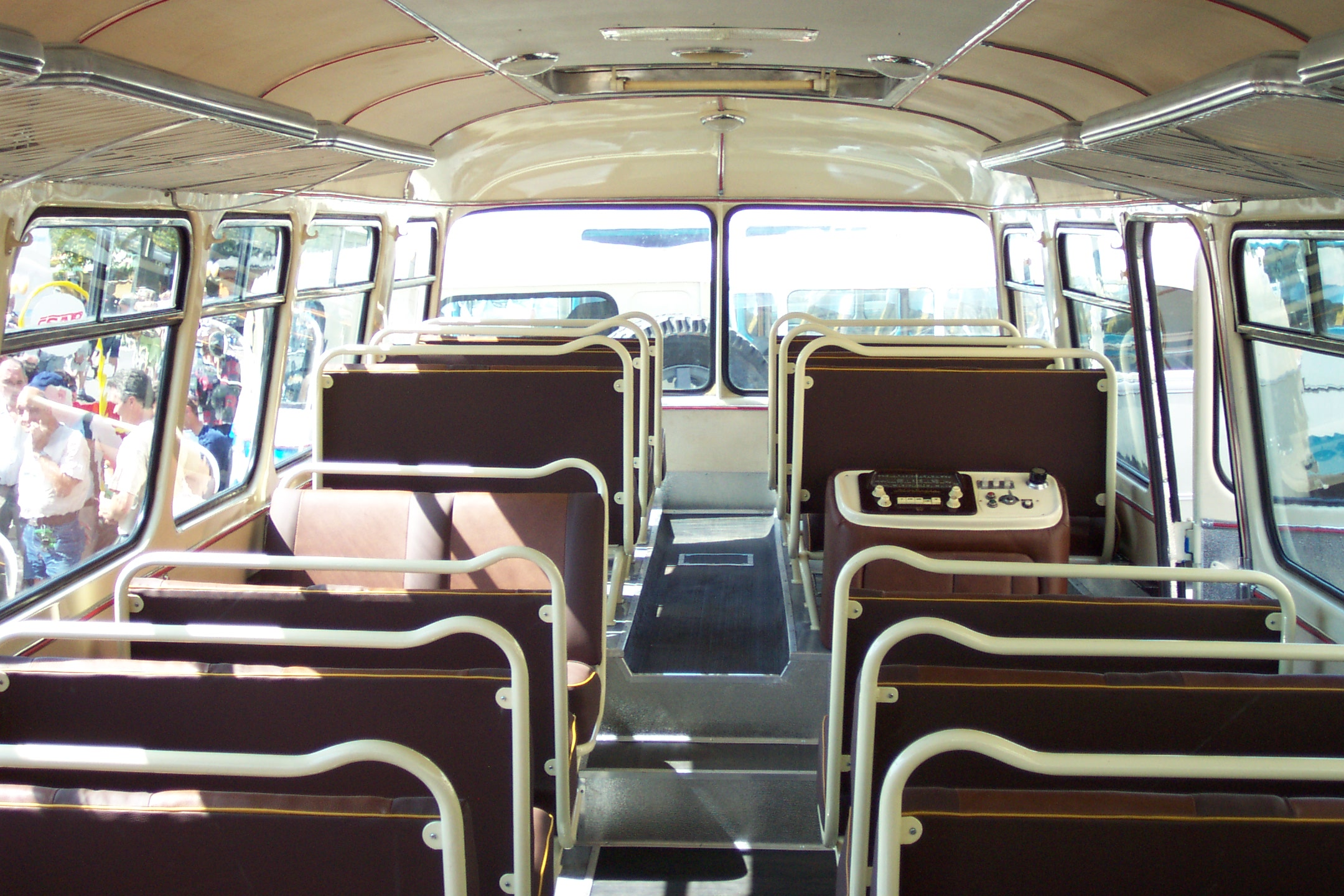
Interiér návěsu NO 80

První projekty koncepce návěsu pro hromadnou dopravu osob se objevily roku 1958. Bylo rozhodnuto o výrobě unifikované řady autobusů Karosa SB (délka 10 m), Škoda 706 RTO (11 m) a Škoda 706 RTO-K (kloubový, 16 m), přívěsu Karosa B 50 a návěsu NO 80. Prototyp autobusového návěsu byl vyroben na konci roku 1960, v lednu 1961 byl představen odborné veřejnosti a poté byl nasazen do zkušebního provozu. Jako tahač mohl být použit nákladní automobil Škoda 706 RTTN či Tatra 137. Výhodou osobního návěsu byla možnost jej kdykoliv odpojit a nahradit návěsem nákladním (například dovoz zaměstnanců na stavbu a poté materiálu na staveniště). Výhledově se uvažovalo i o vojenské variantě. Jenže již v době stavby prototypu vyvíjela Karosa novou autobusovou řadu Š, takže z unifikované řady se masové výroby dočkal pouze autobus RTO.
Prototyp návěsu NO 80 byl ve zkušebním provozu v několika podnicích ČSAD (např. Tábor, Bratislava, Gottwaldov, Brno aj.). Poté byl v roce 1962 natrvalo předán ČSAD Bratislava, které jej uplatnilo v okolí Šaľy, kde jezdil 17 let. Jeho tahač 706 RTTN byl po návozu zaměstnanců do podniků využíván i v nákladní dopravě, jak bylo původně plánováno.
Na začátku 21. století byl vrak návěsu objeven na Slovensku. Postupně proběhla jeho náročná renovace. Veřejnosti byl poprvé představen (spolu s také renovovaným tahačem Škoda 706 RTTN) v létě 2007 v Praze. O necelý rok později byl poprvé vypraven na vyhlídkovou jízdu s cestujícími (stalo se tak 26. dubna 2008 v Brně).

## Historické vozy
- ČSAP Nymburk (jediný vyrobený vůz, v soupravě s tahačem Škoda 706 RTTN)